# حازم جواد
حازم جواد (من مواليد الناصرية في مايو 1936)، أحد قيادات حزب البعث في العراق وابن اخت مؤسس فرع البعث في العراق فؤاد الركابي. أعتقل في نوفمبر 1958 في عهد عبد الكريم قاسم لكنه تمكن من الفرار إلى سوريا في يناير 1959. رشح وزيرا للداخلية ووزيرا للدولة لشؤون رئاسة الجمهورية بعد حركة 8 فبراير / شباط 1963. يعد المخطط والمفكر الفعلي للحركة والذي كان وراء الأحداث، كان يمثل الجناح المعتدل في حزب البعث والذي أسهم بالانشقاق المعروف في الحزب، حيث بعد نجاح حركة شباط نجح بنفي خصمه علي صالح السعدي الذي كان يمثل التيار المتشدد مع مجموعته إلى إسبانيا. رافق رئيس الجمهورية عبد السلام عارف للاجتماع بالرئيس المصري جمال عبد الناصر لبحث التهديدات التي واجهها البلدان وبحث موضوع الوحدة الثلاثية بين العراق ومصر وسوريا. غادر إلى بريطانيا التي يقيم فيها حاليا حيث أصدر مؤخرا مذكراته التي سماها «سفر البعث وتاريخ المنفى» عن حركة 8 فبراير / شباط 1963 وتاريخ البعث في العراق والانشقاقات داخل الحزب. متزوج من السيدة معينة نايف ولهما ابنة وحيدة، سفانة.